# Nikołaj Sutiagin
Nikołaj Wasiljewicz Sutiagin (ros. Николай Васильевич Сутягин, ur. 5 maja 1923 we wsi Smagino w obwodzie niżnonowogrodzkim, zm. 12 listopada 1986 w Kijowie) – radziecki lotnik wojskowy, generał major lotnictwa, Bohater Związku Radzieckiego (1951).

## Życiorys
Uczył się w szkole w Gorkim (obecnie Niżny Nowogród), którą ukończył w 1938, później uczył się w aeroklubie, który skończył w 1940. W marcu 1941 wstąpił do Armii Czerwonej, w sierpniu 1941 skończył wojskową szkołę pilotów, w sierpniu 1942 został skierowany do 582 lotniczego pułku myśliwskiego 249 Myśliwskiej Dywizji Lotniczej 9 Armii Powietrznej na Dalekim Wschodzie, w sierpniu-wrześniu 1945 wykonywał loty zwiadowcze podczas wojny z Japonią. W kwietniu 1947 został dowódcą klucza, w 1950 nauczył się wykonywać loty Mig-iem-15, w kwietniu 1951 został komenderowany do północnych Chin (baza Mukden w Mandżurii), a od 11 czerwca 1951 brał udział w wojnie koreańskiej, 19 czerwca 1951 odniósł swoje pierwsze zwycięstwo, strącając amerykański F-86 Sabre. Do 12 sierpnia 1951 wykonał 30 lotów bojowych, w 12 walkach powietrznych strącając osobiście 7 amerykańskich samolotów. W październiku 1951 otrzymał stopień kapitana, a w styczniu 1952 majora. Łącznie podczas wojny w Korei wykonał 149 lotów bojowych i stoczył 66 walk powietrznych, w których strącił 22 samoloty przeciwnika. W marcu 1952 wrócił do ZSRR, w 1956 ukończył Akademię Wojskowo-Powietrzną i został zastępcą dowódcy lotniczego myśliwskiego pułku szkolnego w Taganrogu, od maja 1960 do października 1961 dowodził lotniczym myśliwskim pułkiem szkolnym w Jejsku, później pracował w Kaczyńskiej Wyższej Wojskowej Szkole Lotniczej dla Pilotów. W 1964 ukończył Akademię Sztabu Generalnego i został naczelnikiem wyższej lotniczej szkoły pilotów w Charkowie (25 października 1967 został generałem majorem lotnictwa), od maja 1968 do października 1970 był zastępcą dowódcy 69 Armii Powietrznej w Kijowie, od października 1970 do października 1971 głównym wojskowym doradcą lotnictwa w Wietnamie Północnym, a 1971-1978 zastępcą dowódcy 16 Armii Powietrznej w Grupie Wojsk Radzieckich w Niemczech. Jego imieniem nazwano ulicę we wsi Smagino. Został pochowany na Cmentarzu Bajkowa.

## Odznaczenia
- Złota Gwiazda Bohatera Związku Radzieckiego (10 października 1951)
- Order Lenina (10 października 1951)
- Order Wojny Ojczyźnianej I klasy (11 marca 1985)
- Order Czerwonej Gwiazdy (trzykrotnie – 26 sierpnia 1945, 30 grudnia 1956 i 4 maja 1972)
- Order „Za służbę Ojczyźnie w Siłach Zbrojnych ZSRR” III klasy (22 lutego 1977)
- Medal „Za zasługi bojowe” (17 maja 1950)
- Tytuł "Zasłużony Lotnik Wojskowy ZSRR" (17 sierpnia 1971)

I medale.